# Ammophila adelpha
Ammophila adelpha es una especie de avispa del género Ammophila, familia Sphecidae.

## Taxonomía
Fue descrito por primera vez en 1901 por Kohl. 